# Superfemman
För andra betydelser, se Superfemman (olika betydelser).
Superfemman var en svensk superkvintett inom dansbandsgenren i början av 1990-talet, som bestod av Lotta Engberg (känd från Lotta & Anders Engbergs orkester och delvis som soloartist), Sven-Erik Gissbol (känd från Curt Haagers), Sven-Erik Magnusson (känd från Sven-Ingvars), Christer Sjögren (känd från Vikingarna), Sten Nilsson (känd från Sten & Stanley). Kvintetten, som uppträdde under dansbandsgalor hade 1991 en hit med låten "Jordens barn".

## Melodier på Svensktoppen
- "Jordens barn" – 1991[2]

### Fotnoter
1. ↑  Michael Nystås (6 april 2004). ”Giganterna ges ut på nytt” (på svenska). Aftonbladet. https://www.aftonbladet.se/nojesbladet/a/5VBv8z/giganterna-ges-ut-pa-nytt. Läst 24 november 2008.
2. ↑  ”Svensktoppen”. Sveriges radio. 22 mars 1991. http://www.sr.se/Diverse/AppData/Isidor/files/2023/3487.txt. Läst 11 september 2010.